# FLORAKO

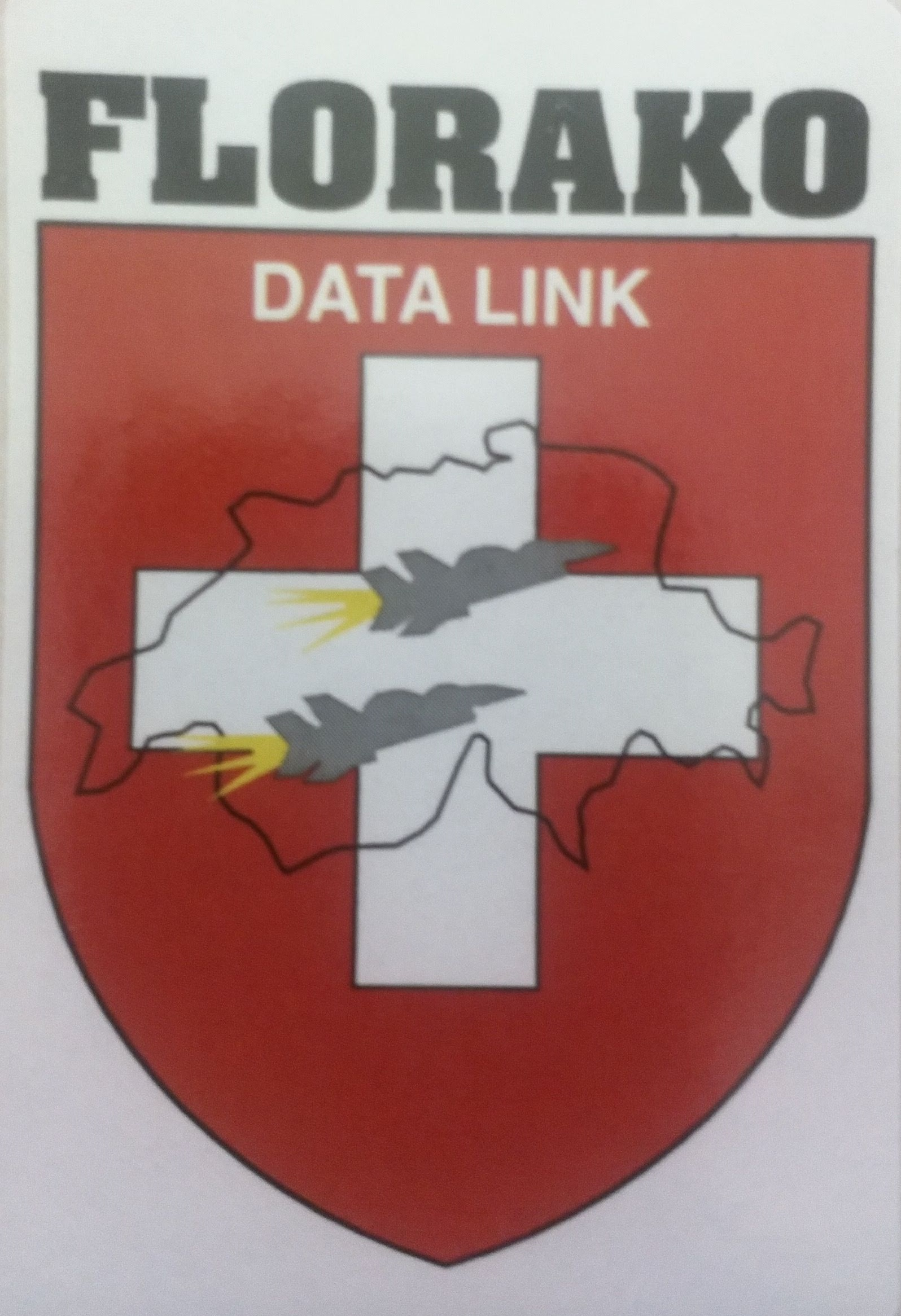
FLORAKO-Emblem

FLORAKO ist ein Schweizer Radarsystem für die Luftraumüberwachung der Militär- und Zivilluftfahrt. Das Akronym steht heute für Florida Radarersatz Radarluftlagesystem Kommunikationssystem, in der Anfangsphase des Projekts bedeutete der Namen FLORES RALUS KOMSYS und entstand aus den Projektnamen von den Teilsystemen.

## Beschaffung
Mit dem Rüstungsprogramm 1998 begann die Beschaffung des FLORAKO Systems. Das FLORAKO-System wurde am 2. Februar 2004 bei der Schweizer Luftwaffe eingeführt. Es ersetzt das ältere FLORIDA-Luftraumüberwachungssystem, welches noch aus den 1970er Jahren stammte. Die Anschaffungskosten beliefen sich auf ungefähr 728 Millionen Schweizer Franken. Die vier Radar-Standorte auf Pilatus, Scopí, Weisshorn und Weissflue sind klassifiziert und deshalb nicht öffentlich zugänglich. Lieferant des Systems war ThalesRaytheonSystems, ein Joint-Venture der Raytheon Company und der Thales S.A. Von ThalesRaytheonSystems wurde auch der weitere Ausbau des Systems bis 2008 geliefert und auch weitere Aktualisierungen des Systems durchgeführt.

## Technik

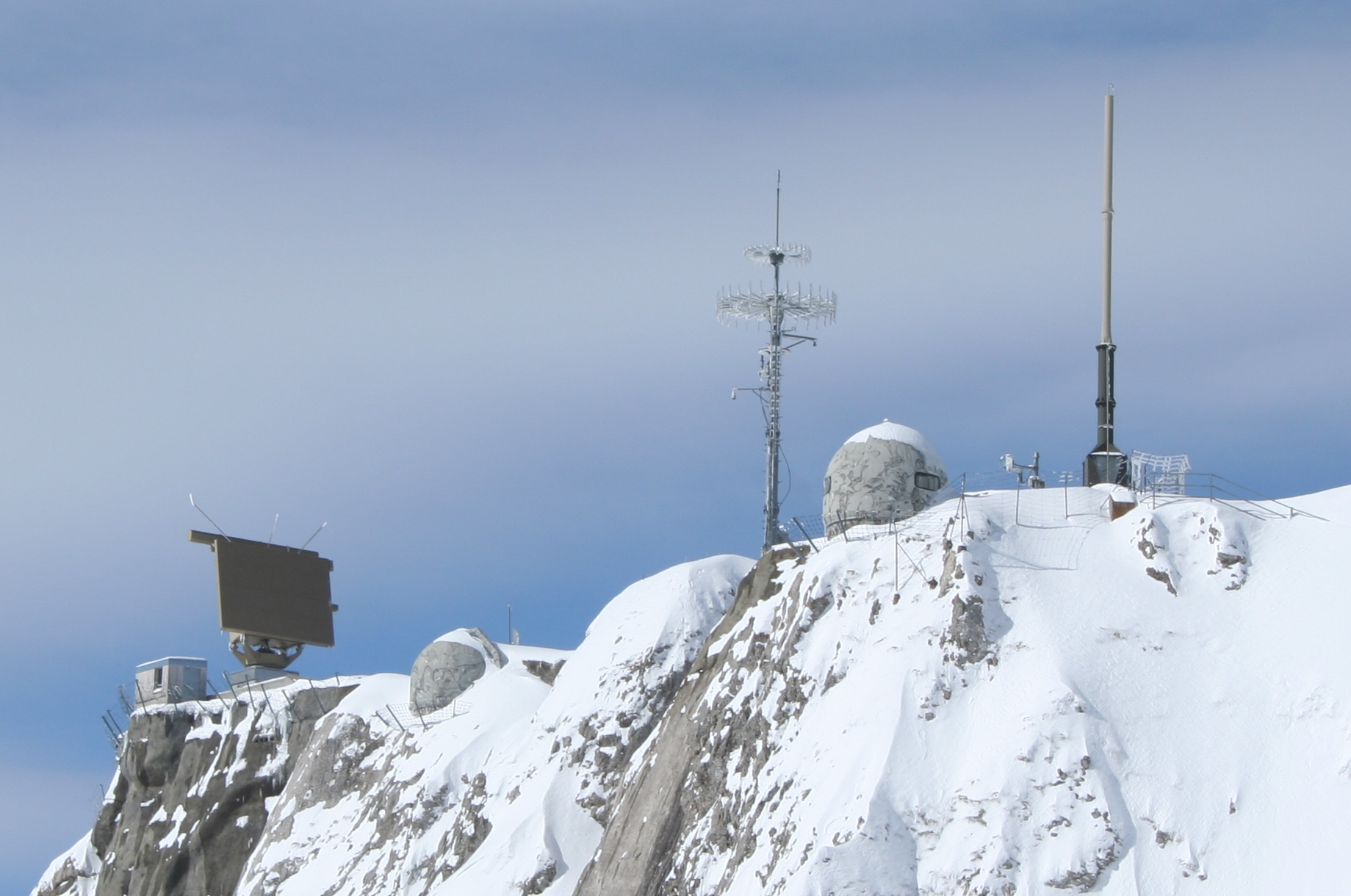
FLORAKO auf dem Pilatus

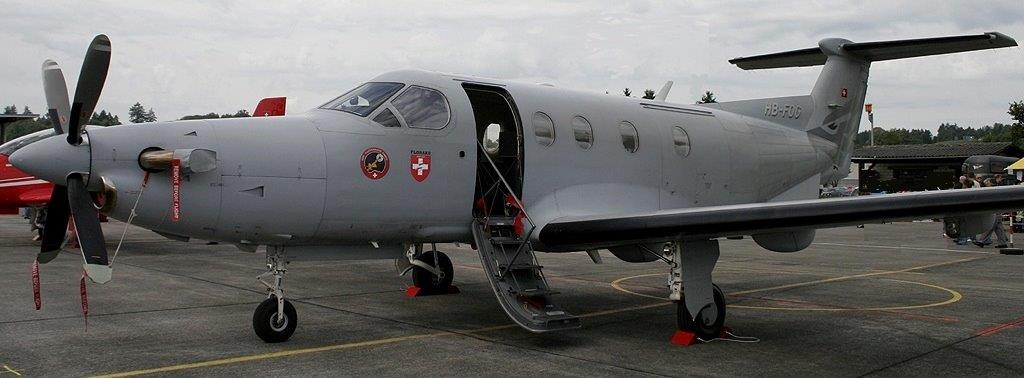
Pilatus PC-12 HB-FOG

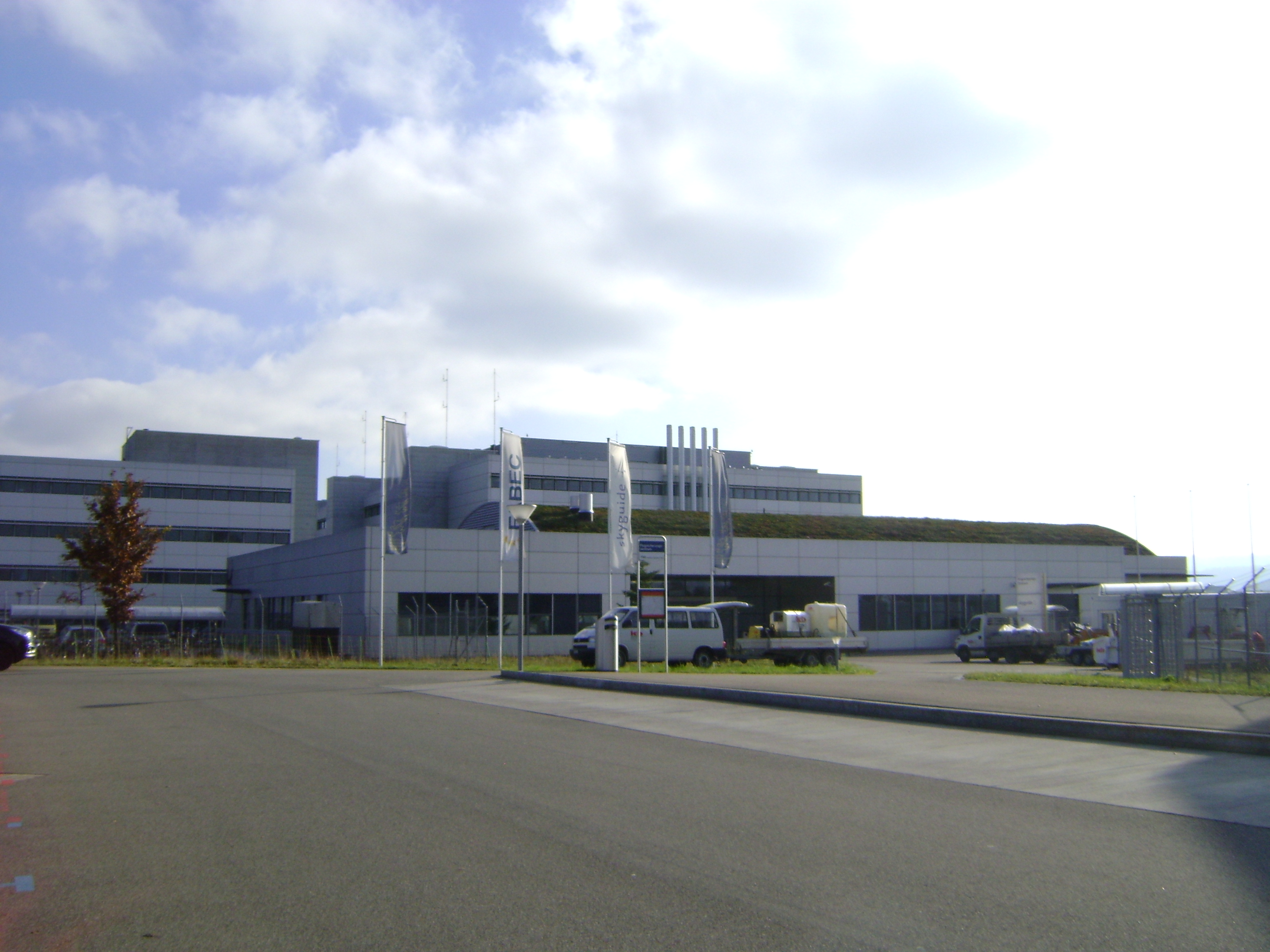
Friedensstandort der FLORAKO-Einsatzzentrale im Skyguide- und Luftwaffengebäude in Dübendorf

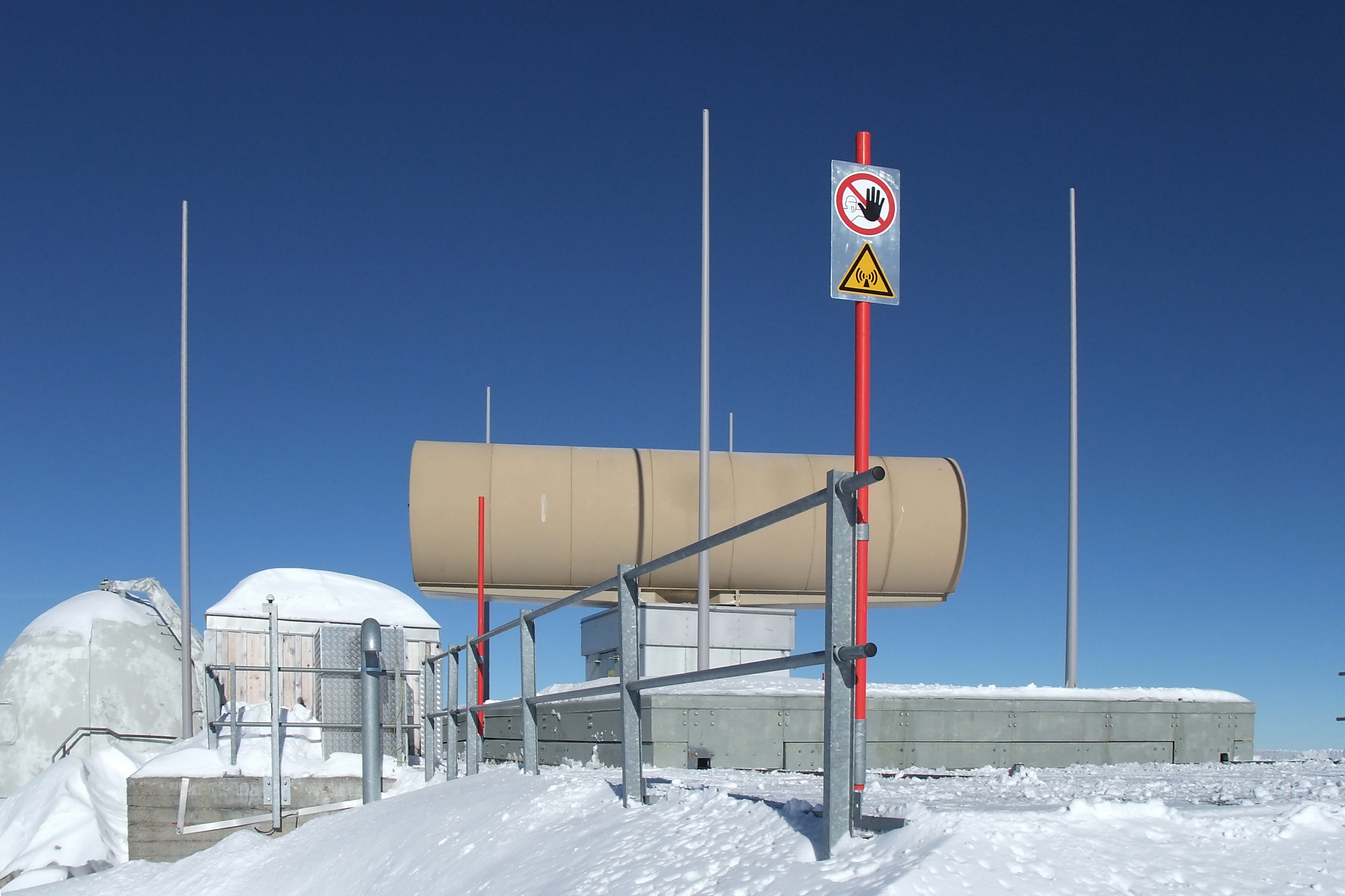
FLORAKO-Sekundärradar

Das FLORAKO-Radarsystem dient zur Luftverteidigung. Es besteht aus einem Primärradar in Halbleitertechnik, einem Sekundärradar und Subsystemen zur Simulation. Das FLORAKO liefert 3D-Zielinformationen in Echtzeit, korreliert mit Sekundärradar-Daten, über einen grossen Erfassungsraum. Das FLORAKO arbeitet mit einer sich ständig mit 15 Umdrehungen pro Minute drehenden Phased-Array-Antenne. Das FLORAKO ist eine für Schweizer Anforderungen veränderte Version der Radarsysteme Master-A und Master-M der Firma Thales. Neben den Daten der FLORAKO-Radarstationen können auch die Daten der mobilen TAFLIR-Radaranlagen und die zivilen Skyguide-Radardaten in das FLORAKO-System eingespeist werden.
Das FLORAKO-System enthält auch das MIDS Link 16 mit dem Daten ausgetauscht werden können, so kann ein mit Link-16 ausgerüstetes Flugzeug mit seinem Radar Täler, die für das FLORAKO nicht einsehbar sind, abtasten und die Radartracks direkt auf die FLORAKO-Anzeigen einspeisen. Umgekehrt wird dank der FLORAKO-Daten in einem mit Link-16 ausgerüsteten Flugzeug die Luftlage im 360° Umkreis angezeigt. Auch weitere Daten wie Treibstoffstand oder Luftabwehrstellungen können so ausgetauscht werden. Das Link-16 des FLORAKO ist so konzipiert, dass jedes Flugzeug mit dem korrekten MIDS-Key eingebunden werden kann. Somit können bei einer gemeinsamen Mission auch Daten z. B. mit französischen AWACS-Flugzeugen (Boeing E-3) ausgetauscht werden. Zur Kalibrierung des FLORAKO-Systems (RADAR, MIDS Link16, Flugfunk) verfügt die armasuisse über eine mit den entsprechenden Systemen ausgerüstete Pilatus PC-12 mit der zivilen Immatrikulation HB-FOG.
| Technische Daten Master-M | Technische Daten Master-M |
| ------------------------- | ------------------------- |
| Frequenzbereich           | 2–4 GHz                   |
| Pulswiederholzeit         | klassifiziert             |
| Pulswiederholfrequenz     | klassifiziert             |
| Sendezeit (PW)            | klassifiziert             |
| Empfangszeit              | klassifiziert             |
| Totzeit                   | klassifiziert             |
| Pulsleistung              | klassifiziert             |
| Durchschnittsleistung     | klassifiziert             |
| angezeigte Entfernung     | bis 470 km                |
| Entfernungsauflösung      | 200 m                     |
| Öffnungswinkel            | 3°                        |
| Trefferzahl               | Monopulsradar             |
| Antennenumlaufzeit        | 4 s                       |

| Technische Daten Master-A | Technische Daten Master-A |
| ------------------------- | ------------------------- |
| Frequenzbereich           | 2–4 GHz                   |
| Pulswiederholzeit         | klassifiziert             |
| Pulswiederholfrequenz     |                           |
| Sendezeit (PW)            | klassifiziert             |
| Empfangszeit              | klassifiziert             |
| Totzeit                   | klassifiziert             |
| Pulsleistung              | klassifiziert             |
| Durchschnittsleistung     | klassifiziert             |
| angezeigte Entfernung     | bis 370 km                |
| Entfernungsauflösung      | 220 m                     |
| Öffnungswinkel            | klassifiziert             |
| Trefferzahl               | Monopulsradar             |
| Antennenumlaufzeit        | 4 s                       |

## Nachfolge
Mit dem Programm Air2030 wird eine Modernisierung der Schweizer Luftwaffe angestrebt. Dies beinhaltet nebst bodengebundener Luftabwehr und neuen Kampfflugzeugen auch ein Nachfolgesystem für das FLORAKO.
Als erste Etappe des FLORAKO-Ersatzes wurden Anfang Oktober 2018 in Dübendorf Container zur Systemdemonstration und Prüfung durch die armasuisse von den Anbietern Thales (Frankreich), SAAB (Schweden) und Raytheon (USA), aufgestellt. Im September 2019 gab das Eidgenössischen Departement für Verteidigung, Bevölkerungsschutz und Sport (VBS) bekannt, dass das System Skyview von Thales FLORAKO ablösen soll.
Laut Medienberichten wurde die Beschaffung des Nachfolgesystems wegen Verzögerungen und Kostenüberschreitungen suspendiert. Die Armee ging am 10. Oktober 2024 von einem Projektende 2030 aus.